# Marijan Buljat
Marijan Buljat (* 12. September 1981 in Zadar, SFR Jugoslawien) ist ein ehemaliger kroatischer Fußballspieler.

## Karriere

### Im Vereinsfußball
Marijan Buljat spielte in der Jugend für NK Zadar und NK Rijeka, sein Debüt in der ersten kroatischen Liga feierte er am 9. September 2000 im Spiel seines damaligen Vereins NK Rijeka gegen Hajduk Split.
Nach einem Intermezzo bei der SpVgg Greuther Fürth, wo er nur in der zweiten Mannschaft eingesetzt wurde, wechselte er 2003 zum NK Osijek, wo er Stammspieler wurde.
Von 2004 bis 2008 war er bei Dinamo Zagreb unter Vertrag, bevor er zur Spielzeit 2008/09 zum Konkurrenten Hajduk Split wechselte.

### In der Nationalmannschaft
Für die kroatische Fußballnationalmannschaft wurde er in Testländerspielen im Jahre 2006 gegen Argentinien und Polen von Trainer Zlatko Kranjčar zweimal eingewechselt.

### Erfolge
Buljat wurde mit Dinamo Zagreb dreimal Kroatischer Meister (2005/06, 2006/07 und 2007/08) und gewann zweimal den Kroatischen Pokal (2006/07 und 2007/08).